# علم أودمورتيا
أعتمد علم جمهورية أودمورتيا (بالأدمورتية: Удмурт Республикалэн куншетэз) رسميا في 4 تشرين الثاني / نوفمبر من سنة 1993. علم جمهورية أودمورتيا مقسم إلى ثلاثة شرائط بصورة عمودية من ثلاث ألوان هي الأسود والأبيض والأحمر ويوجد في منتصف الشريط الأبيض صليب أحمر مقسم إلى ثمانية زوايا لكل زاوية منها هي 90 درجة.

## معنى الوان العلم
- الأسود:يرمز إلى الأرض و الاستقرار.
- الأحمر:يرمز إلى الشمس والحياة.
- الأبيض:يرمز لنقاء الكون والأخلاق.
- يرمز الصليب الأحمر إلى المسيحية الأرثوذكسية الروسية (الشمس ذو الشكل المثمن أو علامة الطلسم) - وحسب التقاليد السائدة في الجمهورية فهي تحمي الناس من الأذى.

## التاريخ

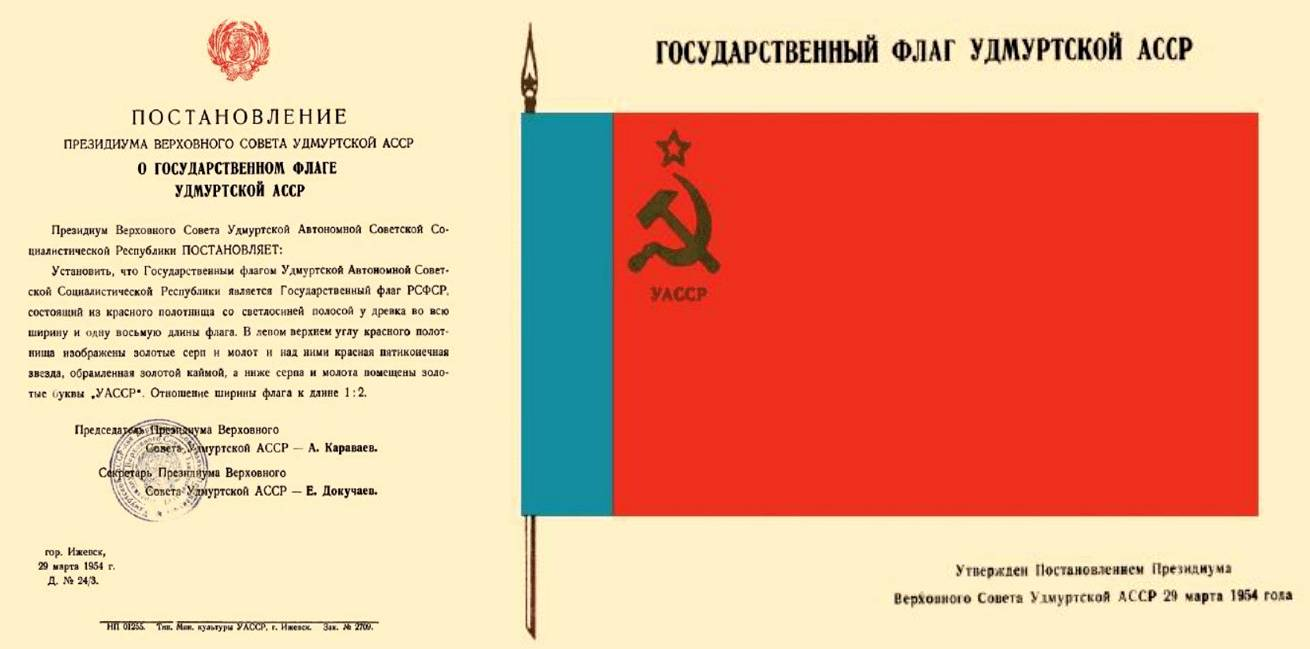
المرسوم الخاص بعلم جمهورية الأدمرت، الذي تمت الموافقة عليه في 29 مارس 1954.

وصف العلم الأول لـجمهورية الأدمرت الاشتراكية السوفيتية ذاتية الحكم في دستور الجمهورية الأول والذي اعتمدته اللجنة التنفيذية المركزية في 14 مارس 1937، في المؤتمر الاستثنائي الثاني لسوفييت جمهورية الأدمرت الاشتراكية السوفيتية. كان العلم مشابهًا لعلم الاتحاد السوفيتي الروسي في ذلك الوقت. كان العلم عبارة عن حقل أحمر مع حروف "RSFSR" باللون الأصفر في الزاوية اليسرى من العلم وجملة "Udmurt ASSR" باللغة الروسية والأدمورتية.
اعتمد علم جديد في 29 مارس 1954، بقرار من هيئة رئاسة المجلس الأعلى لجمهورية أدمرت. كانت نسبة العلم 1: 2. كان العلم عبارة عن حقل أحمر، مع وجود شريط أزرق فاتح يشكل 1⁄8 من العلم. في الزاوية العلوية من العلم كان هناك مطرقة ومنجل. أسفل المطرقة والمنجل كانت الأحرف "УАССР" باللون الأصفر.

تغيرت الأحرف بعد اعتماد دستور جديد في 31 مايو 1978 تغير النقش إلى "Udmurt ASSR" باللغتين الروسية والأدمورتية.

14 مارس 1937 - 29 مارس 1954
29 مارس 1954 - 31 مايو 1978
31 مايو 1978 - 4 نوفمبر 1993

### معلومات المراجع
- Supreme Soviet of the Udmurt ASSR (1937), "Конституция (Основной Закон) Удмуртской Автономной Советской Социалистической Республики" [Constitution of the Udmurt Autonomous Soviet Socialist Republic], naukaprava.ru (بالروسية), إيجيفسك, Archived from the original on 2022-03-23, Retrieved 2018-11-08
- Supreme Soviet of the Udmurt ASSR (1967), "Конституция (Основной Закон) Удмуртской Автономной Советской Социалистической Республики" [Constitution of the Udmurt Autonomous Soviet Socialist Republic], naukaprava.ru (بالروسية والأدمرت), سيكتيفكار: Publishing House of Udmurtia, Archived from the original on 2018-12-04, Retrieved 2018-11-08
- Supreme Soviet of the Russian SFSR (1979), "Конституция (Основной Закон) Российской Советской Федеративной Социалистической Республики; Конституции (Основные Законы) автономных советских социалистических республик, входящих в состав РСФСР" [The Constitution (Fundamental Law) of the Russian Soviet Federative Socialist Republic; The Constitution (Basic Laws) of the Autonomous Soviet Socialist Republics that are part of the RSFSR], naukaprava.ru (بالروسية), موسكو: Soviet Russia Publishing House, Archived from the original on 2022-10-13, Retrieved 2018-11-03